# Schizodactylus inexspectatus
Schizodactylus inexspectatus is een rechtvleugelig insect uit de familie Schizodactylidae. De wetenschappelijke naam van deze soort is voor het eerst geldig gepubliceerd in 1901 door Werner.